# Ohrwurm
Ohrwurm ist eine laut Digitalem Wörterbuch der deutschen Sprache eine seit Mitte des 20. Jahrhunderts übliche umgangssprachliche Bezeichnung für eine „sich einschmeichelnde, einprägsame Melodie“, die dem Hörer für einen längeren Zeitraum in Erinnerung bleibt und einen hohen akustischen Wiedererkennungs- und Reproduktionswert besitzt. Der Duden definiert Ohrwurm als „Lied, Schlager, Hit, der sehr eingängig, einprägsam ist“, abgeleitet von den Ohrwürmern, gleichnamigen Insekten, die ihren Namen erhielten, weil sie nach dem Volksglauben „gern in Ohren“ kriechen.

## Begriffsverwendung
Die Verwendung von „Ohrwurm“ für eine Melodie, einen „erfolgreichen Schlager, denn er bohrt sich in das Gehör und ist daraus schwer zu vertreiben“, geht auf den deutschen Operettenkomponisten Paul Lincke (1866–1946) zurück.
Dieser Begriff wurde als Germanismus earworm ins Englische übernommen. Weitere im Englischen gebräuchliche Begriffe sind catchy song oder tune und haunting melody.

## Gedächtnisforschung
Störende Ohrwürmer, die sich nicht oder nur sehr schwer „ausschalten“ lassen, sind Gegenstand der Gedächtnisforschung. So wurde festgestellt, dass die Wahrscheinlichkeit des „Einschaltens“ (Wiedererinnerung und Festsetzung) eines Ohrwurms dann am größten ist, wenn das Arbeitsgedächtnis wenig ausgelastet ist, zum Beispiel bei Routine-Arbeiten, Autofahren oder Spazierengehen. Ohrwürmer können dann freie Kapazitäten des Arbeitsgedächtnisses besetzen und sich dort festsetzen. Umgekehrt lassen sich Ohrwürmer am besten aus dem Arbeitsgedächtnis vertreiben durch erhöhte andere Anforderungen, wie Rätselaufgaben (etwa Sudoku) oder ein spannendes Buch. Interessanterweise gelingt diese „Vertreibung“ des Ohrwurms nicht oder weniger effektiv, wenn die andere Anforderung zu hoch ist. Wenn die Rätselaufgabe zu schwer ist, wird das Arbeitsgedächtnis nicht erfolgreich beschäftigt und der Ohrwurm behält dort seinen Freiraum.
Eine weitere Möglichkeit der „Vertreibung“ eines Ohrwurms aus dem Arbeitsgedächtnis besteht in der Aktivierung von motorischen Programmen der beim Sprechen (Artikulation) beteiligten Organe. Hier hat sich gezeigt, dass einfaches Kauen von Kaugummi diese motorischen Programme ausreichend aktivieren kann, um Ohrwürmer zu vertreiben. Das bedeutet, dass das Arbeitsgedächtnis nicht mit sprachlichen oder bildlichen Inhalten gefordert werden muss. Die rein mechanische, inhaltsleere Aktivierung der Sprechorgane – bei Kauen von Kaugummi – ist ausreichend.

## Voraussetzungen
Ohrwürmer können aus sämtlichen Genres der Musikwelt stammen. Der Musikwissenschaftler und Musikpädagoge Hermann Rauhe sieht ein Motiv aus nur drei Tönen, das sich durch ständige Wiederholungen einprägt, als wesentliche Grundlage für die Entwicklung zum Ohrwurm.
Das Prinzip der Wiederholung dürfe dann allerdings nicht überstrapaziert werden, weil dies kurzlebige Schnulzen zur Folge habe. Ein Evergreen, der Jahrzehnte überdauert hat, beinhalte nach zwei- oder dreimaliger Wiederholung dieses Motivs eine Überraschung. Diese könne aus einem besonders erregenden Tonsprung bestehen wie etwa der Sextsprung bei Tea for Two oder Strangers in the Night. In der Dosierung von Vertrautheits- und Überraschungseffekt liege Rauhe zufolge das Erfolgsgeheimnis. Wesentlich sei auch die Ausstrahlungskraft des Interpreten bei der Entwicklung zum Evergreen. Von ganz besonderer Bedeutung für den Ohrwurm sind die Hookline und der Riff. Die Hookline ist eine griffige und eingängige Text- und/oder Musikpassage innerhalb eines Musikstückes, die dessen Wiedererkennungswert enorm steigert und dessen Reproduzierbarkeit aus der Erinnerung ermöglicht. Das Riff, oft im Intro begonnen und während des Stücks häufig wiederholt, ist eine prägnante instrumentale Klangfigur, deren markante Tonfolge ebenfalls für einen hohen Wiedererkennungswert sorgt.

## Markante Passagen
Musikwissenschaftler Jan Hemming ist der Auffassung, dass ein Ohrwurm unbewusst und unwillkürlich aus der Erinnerung hervortrete, jedoch insbesondere subjektiver Natur sei und häufig von Hörer zu Hörer differiere. Ohrwürmer seien eine emotionale Angelegenheit und würden vor allem bei Musikstücken auftreten, denen man entweder sehr positiv oder sehr negativ gegenüberstehe. Nicht ganze Titel würden zu Ohrwürmern, vielmehr bohrten sich markante Passagen ins Unbewusste, die die Aufmerksamkeitsschwelle und das Kurzzeitgedächtnis des Hörers keinesfalls überforderten. Wichtig sei auch die emotionale Einstellung: herrscht beim Hören eine starke Gefühlsregung vor, so grabe sich die Musik stärker ins Gedächtnis ein.
Sofern ein Zuhörer mit einem bestimmten Titel gut vertraut ist, erhöht dies die Chancen des Musikstücks, zum Ohrwurm zu werden. In einer Versuchsreihe am Kasseler Institut für Musik zeigte sich, dass 60,5 % der Stücke, die sich bei den Probanden zum Ohrwurm entwickelten, den Betroffenen bereits bekannt waren. 24,4 % der Stücke, die sich zur musikalischen „Endlosschleife“ entwickelten, waren für die Probanden dagegen neu. Eine wichtige Rolle spiele offenbar der Text. So waren bei der Kasseler Testreihe drei der fünf eingängigsten Titel Lieder mit deutschen Texten, während reine Instrumentalstücke nur selten Ohrwurmstatus erreichten.
James Kellaris, Professor an der University of Cincinnati, wies in seinen Studien nach, dass Menschen unterschiedliche Anfälligkeiten für das Ohrwurmphänomen besitzen, dass aber nahezu jeder mindestens einmal im Laufe der Zeit mit einem Ohrwurm zu tun hatte. Auch seien Frauen und Musiker eher dafür anfällig als andere Personen.
Ein Team um Nicolas Farrugia von der University of London hat den Zusammenhang zwischen Ohrwürmern und neuroanatomischen Besonderheiten nachgewiesen. So sind bei Menschen, die besonders häufig Ohrwürmer haben, diejenigen Hirnrindenbereiche im rechten Schläfenlappen kleiner, die für das Musikhören zuständig sind. Eventuell führt die geringere Größe zu einer erhöhten Reizbarkeit dieser neuronalen Netzwerke.

## Rezeption in der Popmusik
Das Lied Ohrwurm von den Wise Guys („Weil ich in deinen Ohren steck, und ich geh hier nie mehr weg!“, „Ich bin zwar nicht grad virtuos, doch du wirst mich nie mehr los!“, „Ich bin ziemlich penetrant, sonst wär ich nicht so bekannt!“; Juni 2004) und The Chicken Song von Spitting Image (mit der Textzeile „And though you hate this song, you’ll be humming it for weeks“, April 1986; deutsch: „Und obwohl du dieses Lied hasst, wirst du es wochenlang summen.“) beschreiben anschaulich das Phänomen des Ohrwurms, dessen Melodie so eingängig ist, dass man sie nicht mehr loswird, auch wenn sie nicht dem eigenen Geschmack entspricht.
Die deutsche Mittelalter-Rock-Band Feuerschwanz hat 2014 ebenfalls ein Lied mit dem Titel Ohrwurm veröffentlicht.
Im Jahr 1982 wurde dem Ohrwurm durch Fred Sonnenschein alias Frank Zander in Person von Dr. Pachulke im Titel „Der Ohrwurm“ auch ein „lateinischer“ Name verliehen. So wird er als „Audiopenetrantus schleimum“ bezeichnet. Genauso wurde im selben Titel auch die Lebenszeit eines Ohrwurms auf einen Monat oder manchmal auch 4 Wochen festgelegt. Im selben Jahr wurde dieses Lied auch von Gottlieb Wendehals gesungen.